# East Dunbartonshire
East Dunbartonshire (del escocés: Aest Dunbartanshire) —del gaélico escocés: Siorrachd Dhùn Bhreatainn an Ear— es una autoridad unitaria de Escocia. Tiene una población estimada, a mediados de 2022, de 108 980 habitantes.
Está situada al norte de Glasgow y en su territorio se localizan muchos de sus suburbios y ciudades dormitorios.
Fue formada en 1996 a partir de los hoy disueltos distritos de Bearsden y Milngavie y el también disuelto distrito de Strathkelvin con excepción de dos de sus áreas.

## Principales localidades
- Bearsden
- Bishopbriggs
- Kirkintilloch
- Milngavie
- Lenzie
- Lennoxtown
- Milton of Campsie
- Torrance
- Twechar